# سكوت هولتزمان
سكوت هولتزمان (بالإنجليزية: Scott Holtzman؛ مواليد 30 سبتمبر 1983) هو مُقاتل فنون قتالية مختلطة أمريكي سابق.

## وصلات خارجية
- سكوت هولتزمان على موقع يو إف سي (الإنجليزية)
- سكوت هولتزمان على موقع شيردوغ (الإنجليزية)
- سكوت هولتزمان على موقع IMDb (الإنجليزية)
- سكوت هولتزمان على موقع قاعدة بيانات الفيلم (الإنجليزية)